# 竹內由惠
竹內由惠（日语：竹内 由恵，1986年1月20日—），前日本朝日電視台女主播，出生於日本東京都，畢業於慶應義塾大學法學部政治學科。
竹內於2008年4月加入朝日電視台，成為電視節目主持。同年10月3日，接替前任助理主持堂真理子，开始担任塔摩利主持的音樂節目《Music Station》的第8代助理主持。
2019年3月，竹內結婚。2019年12月，她辭任朝日電視台，跟丈夫移居靜岡縣做全職家庭主婦。2020年2月，她再度復出，加入日本藝人經紀公司Amuse。

## 簡介
竹內由惠出身於文學世家，外祖父清水一行是日本知名的作家，舅父清水草一是汽車評論員。她從小學四年級到國中三年級因為父親工作的關係，居住過美國、英國及瑞士等國，高中時才回到日本唸書。2006年以姣好的外形奪下『慶應小姐』后冠，成為該學校的風雲人物，受到了男生們的瘋狂追捧，她開朗大方的性格也讓她一直擁有非常好的人緣。2008年，竹內由惠憑藉校園內超高的人氣加入日本朝日電視台，成為電視節目主持，開始主持《Music Station》節目。竹內由惠大紅大紫是在2011年世界游泳錦標賽上，憑藉出眾的相貌和清純的氣質迅速走紅網絡，在日本國內的人氣也進一步飆升，隨後她開始不局限於主持音樂節目，在體育節目中也頻頻露臉。

## 經歷
- MUSIC STATION（2008年10月3日－2013年9月27日）主持
- MUSIC STATION即時現場（2008年12月－）主持
- 全體FC~日本足球應援宣言~（日语：やべっちFC〜日本サッカー応援宣言〜）（2008年10月5日－）採訪記者
- 落語者（第2期）（2011年1月15日－）主持
- GET SPORTS（2011年4月3日－）隔一周主持
- 超級J頻道（2010年10月－）美食記者
- 御菜烹飪（日语：おかずのクッキング）（2011年4月8日－）助手

### 不定期演出
- ANN新聞（2010年7月7日－）
- News Access（不定期主持）
- 週日報導站（報導Station SUNDAY，2011年10月2日－）：負責體育方面的報導
- 阿Q猜謎王（クイズプレゼンバラエティー Qさま!!）：不定期主持
- 男女糾察隊（2010年－）：除了不定期擔任節目單元的主持人助手外，有時也會參與「小心變成自戀狂，女人的自我排名」（うぬぼれ注意!オンナの自分番付）等單元的演出成員。

## 作品

### 電視劇
- 2010年2月25日《轉職必勝班》（客串） 飾 竹內由惠

## 外部連結
- 竹內由惠的Facebook專頁
- 竹內由惠的Instagram帳戶
- 「竹內由惠今夜御菜」官方部落格[永久]（朝日電視台烹飪節目（御菜的烹飪）之相關部落格）（日語）
- 《さきっちょ☆》官方部落格 （页面存档备份，存于） （竹內由惠過去主持過的節目，已播畢並停止部落格的更新）（日語）
- 快拍！實在太美　日女主播世錦賽成焦點 （页面存档备份，存于） （今日新聞網，2011-07-31）